# Liste der Biografien/Bartr
Liste der Biografien |
Portal Biografien |
Personensuche
# |
A |
B |
C |
D |
E |
F |
G |
H |
I |
J |
K |
L |
M |
N |
O |
P |
Q |
R |
S |
T |
U |
V |
W |
X |
Y |
Z |
?
 
Ba |
Be |
Bd |
Bg |
Bh |
Bi |
Bj |
Bl |
Bm |
Bn |
Bo |
Br |
Bs |
Bu |
Bw |
By |
Bz
 
Baa |
Bab |
Bac |
Bad |
Bae |
Baf |
Bag |
Bah |
Bai |
Baj |
Bak |
Bal |
Bam |
Ban |
Bao |
Bap |
Baq |
Bar |
Bas |
Bat |
Bau |
Bav |
Baw |
Bax–Baz
 
Bara |
Barb |
Barc |
Bard |
Bare |
Barf |
Barg |
Barh |
Bari |
Barj |
Bark |
Barl |
Barm |
Barn |
Baro |
Barp |
Barq |
Barr |
Bars |
Bart |
Baru |
Barv |
Barw |
Bary |
Barz
 
Barta |
Bartb |
Bartc |
Bartd |
Barte |
Bartf |
Barth |
Barti |
Bartk |
Bartl |
Bartm |
Bartn |
Barto |
Bartr |
Barts |
Bartt |
Bartu |
Barty |
Bartz
Die Liste der Biografien führt alle Personen auf, die in der deutschsprachigen Wikipedia einen Artikel haben. Dieses ist eine Teilliste mit 16 Einträgen von Personen, deren Namen mit den Buchstaben „Bartr“ beginnt.

## Bartr

### Bartra
- Bartra, Marc (* 1991), spanischer FußballspielerMarc Bartra (* 1991)

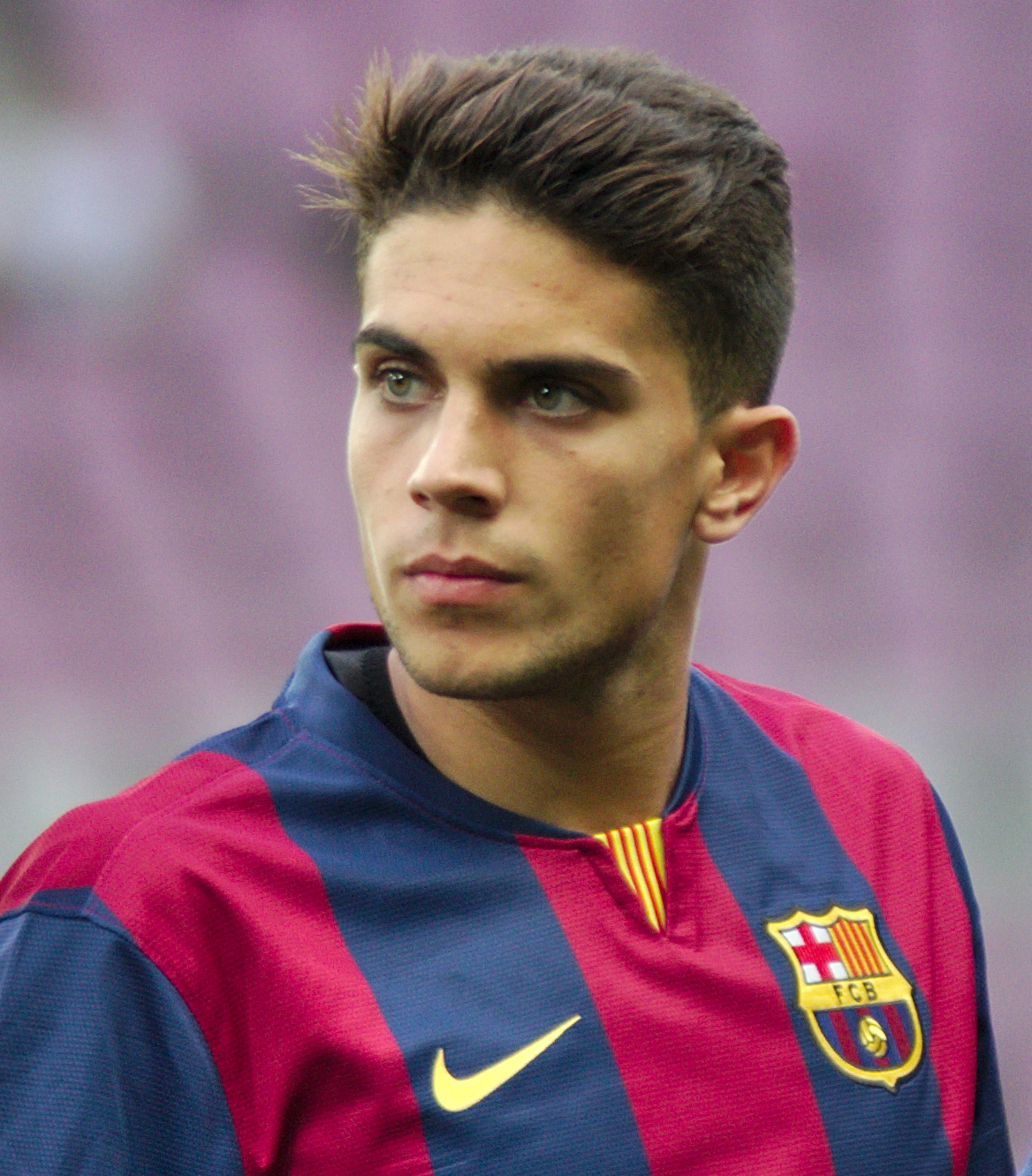
Marc Bartra (* 1991)

- Bartram, Angelika (* 1952), deutsche Schauspielerin, Regisseurin und Autorin
- Bartram, Claus R. (* 1952), deutscher Humangenetiker und Molekularbiologe
- Bartram, Graham (* 1963), britischer Vexillologe, Flaggendesigner und Generalsekretär für die Kongresse der FIAV
- Bartram, Jan (* 1962), dänischer Fußballspieler
- Bartram, John (1699–1777), amerikanischer Botaniker
- Bartram, Laurie (1958–2007), US-amerikanische Tänzerin und Schauspielerin
- Bartram, Nikolai Dmitrijewitsch (1873–1931), russischer Künstler, Museumsleiter und Sammler
- Bartram, Peter (* 1961), dänischer General
- Bartram, Robert (1859–1943), deutscher Opernsänger (Bariton)
- Bartram, Tracy, australische Sängerin und Comedian
- Bartram, Walter (1893–1971), deutscher Politiker (DVP, NSDAP, CDU), MdB
- Bartram, William (1739–1823), US-amerikanischer Naturforscher

### Bartro
- Bartrop, Paul R. (* 1955), australischer Historiker
- Bartrop, Wilf (1887–1918), englischer Fußballspieler

### Bartru
- Bartruff, Friedrich Johann Jakob (1754–1833), deutscher Militärkartograph und Offizier